# Masumi Oshima
Masumi Oshima (?, 大島 真寿美, Ōshima Masumi; Nagoya, 19 settembre 1962) è una scrittrice giapponese.

## Biografia
Nata nel 1962 a Nagoya, dopo avere frequentato la Aichi Prefectural Showa High School si è laureata al Dipartimento del Junior College della Nanzan University.
Si è occupata di sceneggiatura e regia per la compagnia teatrale Vertical Distribution dal 1985 al 1992, anno in cui il suo racconto Haru no Tejinaji è risultato vincitore del Premio Bungakukai istituito dall'omonima rivista e riservato a nuovi scrittori.
Ha ottenuto notorietà a livello nazionale con il romanzo Chocolietta trasposto nell'omonima pellicola presentata al Tokyo International Film Festival nel 2014 e contenente un omaggio al film La strada di Federico Fellini.
Dopo essere stata nominata per il Premio Naoki nel 2015 per il romanzo Anata no Hontō no Jinsei wa, ha ottenuto il prestigioso riconoscimento 4 anni dopo con Uzu Imoseyama Onna Teikin Tamamusubi.

## Opere (parziale)
- Chocolietta (2003), Roma, Asiasphere, 2022 traduzione di Mauro Baratta ISBN 978-88-6564-387-7.
- Nijiiro Tenki Ame (2009)
- Bitter Sugar (2010)
- Anata no Hontō no Jinsei wa (2014)
- Uzu: Imoseyama Onna Teikin, Tamamusubi (2019)

## Adattamenti cinematografici
- Chokorietta, regia di Shiori Kazama (2014)

## Adattamenti televisivi
- Bittersugar Serie TV (2011)

## Premi e riconoscimenti

### Vincitrice
Premio Bungakukai
- 1992 per Haru no tejinaji[6]

Premio Naoki
- 2019 per Uzu Imoseyama Onna Teikin Tamamusubi[7]